# Faithful (film 1910)
Faithful è un cortometraggio muto del 1910 diretto da David W. Griffith che ha come interpreti principale Arthur V. Johnson affiancato da Mack Sennett e da Florence Barker.

## Trama
John Dobbs investe con la sua macchina Zeke, un povero vagabondo. L'uomo non ha sofferto guai seri, ma Dobbs si sente in dovere di dargli del denaro e di comperargli dei vestiti nuovi. Questo trattamento, così inusuale per lui, conquista il cuore di Zeke che comincia a seguire in ogni dove il povero Dobbs che non riesce a liberarsi di lui. Tanto che, poi, finisce per accettare, anche se non proprio volentieri, la sua presenza. Zeke cerca sempre di rendersi utile e Dobbs comincia ad apprezzarlo. Un giorno, la casa della fidanzata di Dobbs va in fiamme: mentre i vigili del fuoco accorrono sul luogo del disastro, Zeke riesce a portare in salvo la ragazza. Quell'atto di valore rasserena finalmente Dobbs che ora riconosce pienamente i meriti di Zeke e la sua buona volontà, accettandolo definitivamente.

## Produzione
Il film fu prodotto dalla Biograph Company e venne girato in esterni a Hollywood e negli studi hollywoodiani della Biograph di Pico e Georgia streets.

## Distribuzione
Il film - un cortometraggio in una bobina - uscì nelle sale cinematografiche statunitensi il 21 marzo 1910 distribuito dalla Biograph Company. Il copyright, richiesto dalla casa di produzione, venne registrato il 28 marzo 1910 con il numero J139617.
Copia della pellicola (un positivo 35 mm della collezione stampe su carta) si trova conservata negli archivi della Library of Congress di Washington.